# El pas d'acer
El pas d'acer (Стальной скок en rus) és un ballet de Serguei Prokófiev escrit l'any 1926. Forma part de l'opus 41 i està compost de dues escenes que recullen onze danses compostes per Prokófiev. Prokófiev va escriure més tard un últim moviment pel ballet en forma de suite per a orquestra (opus 41b).

## Origen
El ballet va ser un encàrrec de Sergei Diaghilev, que va quedar impressionat per la música de Prokófiev en una exhibició a París d'artistes contemporanis russos, l'any 1925 Prokófiev va escriure la partitura durant els anys 1925 i 1926, durant un viatge als Estats Units. El compositor va escriure que aquesta música representà "Un viatge al llenguatge musical rus, no un conte de fades de Afanasyev, sinó un que va descriure la vida contemporània. […] Va ser un esglaó decisiu cap a la música diatònica i cromàtica. […] Una sèrie de temes escrits només per les tecles blanques."

## Estrena
Tot i que no s'ha trobat cap enregistrament de la coreografia de la producció del 1927, és clar, pels comentaris dels crítics, que l'escenari es va modificar respecte a la producció original. Per exemple, va incloure escenes del folklore rus (Elements típics dels ballets russos). El crític André Levinson va escriure:
| « | Aquesta arquitectònica decoració agita un teatre pobre, indecís entre entusiasme per bolxevisme i ironia amarga. Només el músic va ser portat fora pel fons material – pel que fa a la resta, és un homenatge o una paròdia? És de veritat o una derisió cínica? Ha de ser un crit o una rialla? Ni un ni l'altre, em sembla a mi, l'excentricitat superficial encobreix el dolor d'una buidor fonamental i una concepció deshonesta. | » |

Richard Taruskin fa notar que Igor Stravinsky va declara que l'obra l'havia fet posar malalt.